# Carrer trampa

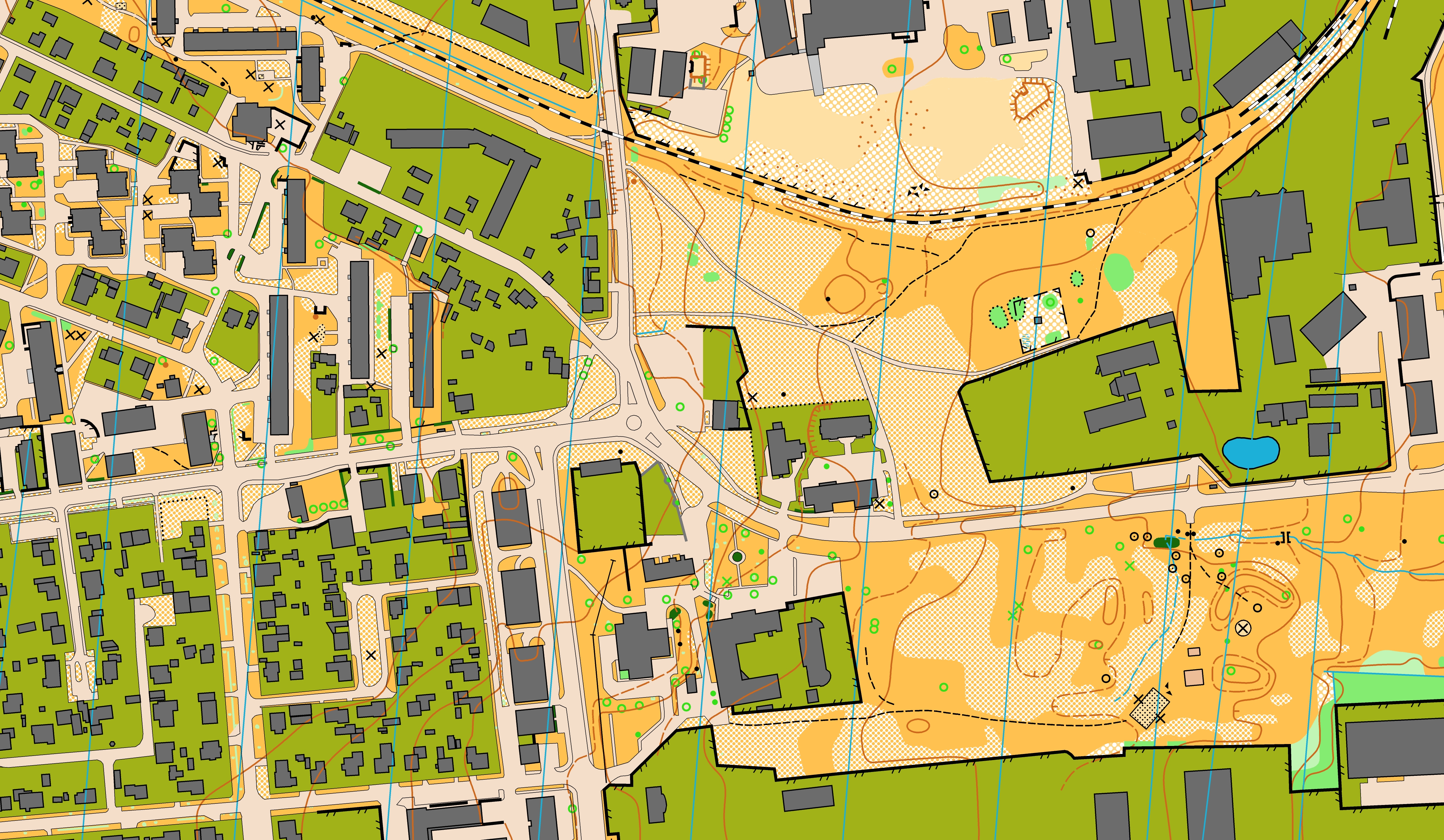
En mapes i llistat de carrers com aquest, els carrers trampa són modificacions o addicions puntuals dissuasives dels drets d'autor.

En l'àmbit de la cartografia, un carrer trampa és una localització d'un mapa expressada com a carrer fictici o mal representat i de manera intencionada. Té la finalitat d'enxampar possibles infractors dels drets d'autor del mapa i sovint es troba fora de la zona que el mapa cobreix nominalment, amb una freqüència gairebé excepcional.

## Finalitat i exemples
L'objectiu d'aquestes trampes en llistes de carrers, és doncs, que qualsevol infractor que pugui plagiar aquests documents sigui incapaç de justificar la inclusió del carrer trampa com un error innocent o casual. Altres casos similars en documentació cartogràfica que funcionen com a trampes de drets d'autor són les poblacions fantasma o bé muntanyes amb alçades equivocades.
Si bé els carrers trampa acostumen a ser vials inexistents, de vegades els seus editors prefereixen modificar intencionadament la naturalesa de carrers reals, de manera que sigui possible detectar plagis però que no interfereixin de manera significativa amb la navegació de l'usuari que consulta el mapa. En són exemples els revolts inexistents o canvis d'amplada dels vials sense necessitat de canviar la ubicació ni les connexions amb altres carrers.

## En la cartografia digital
Amb l'arribada de la cartografia digital i l'aparició de mapes amb llicència lliure i col·laboratius tals com OpenStreetMaps, el recurs dels carrers trampa va decréixer notablement atesa una major facilitat de detecció i mecanismes automàtics de suport; tanmateix se n'han documentat històricament múltiples exemples en mapes privats com el de Google. En l'àmbit en línia, però, es considera que avui dia els carrers trampa i altres modificacions cartogràfiques ja no responen en gran manera a la protecció de drets d'autor sinó al concepte de vandalisme cartogràfic o cartovandalisme.